# Karşıdöngel, Ayvacık
Karşıdöngel là một xã thuộc huyện Ayvacık, tỉnh Samsun, Thổ Nhĩ Kỳ. Dân số thời điểm năm 2010 là 1.177 người.